# 머시풀 페이트
머시풀 페이트(Mercyful Fate)는 덴마크의 헤비 메탈 밴드이다.